# Савицки, Гюнтер
Гюнтер Савицки (нем. Günter Sawitzki; 22 ноября 1932, Херне, Вестфалия — 14 декабря 2020) — немецкий футбольный вратарь. Участник чемпионатов мира 1958 и 1962 годов.
Выступления Савицки привлекли внимание западногерманского тренера Зеппа Хербергера, что сделало футболиста конкурентом Хайнца Квятковски и Фрица Херкенрата на роль преемника Тони Турека в сборной ФРГ. До того как Савицки оставил Зодинген, он в 1955 году вышел на третье место в Германии и, присоединившись в 1956 году к «Штутгарту», сыграл в двух играх за сборную ФРГ.
Играя до конца своей карьеры в Бундеслиге за «Штутгарт», вратарь был включён в состав сборной ФРГ на играх чемпионата мира 1958 и чемпионата мира 1962 годов.
Наибольший успех Савицки принесла победа в Кубке ФРГ в 1958 году с командой «Штутгарт».

## Достижения
- Обладатель Кубка ФРГ 1958
- 4 место на чемпионате мира 1958
- Участник чемпионата мира 1962